# Głogoczów
Głogoczów – wieś w Polsce położona w województwie małopolskim, w powiecie myślenickim, w gminie Myślenice.

## Historia

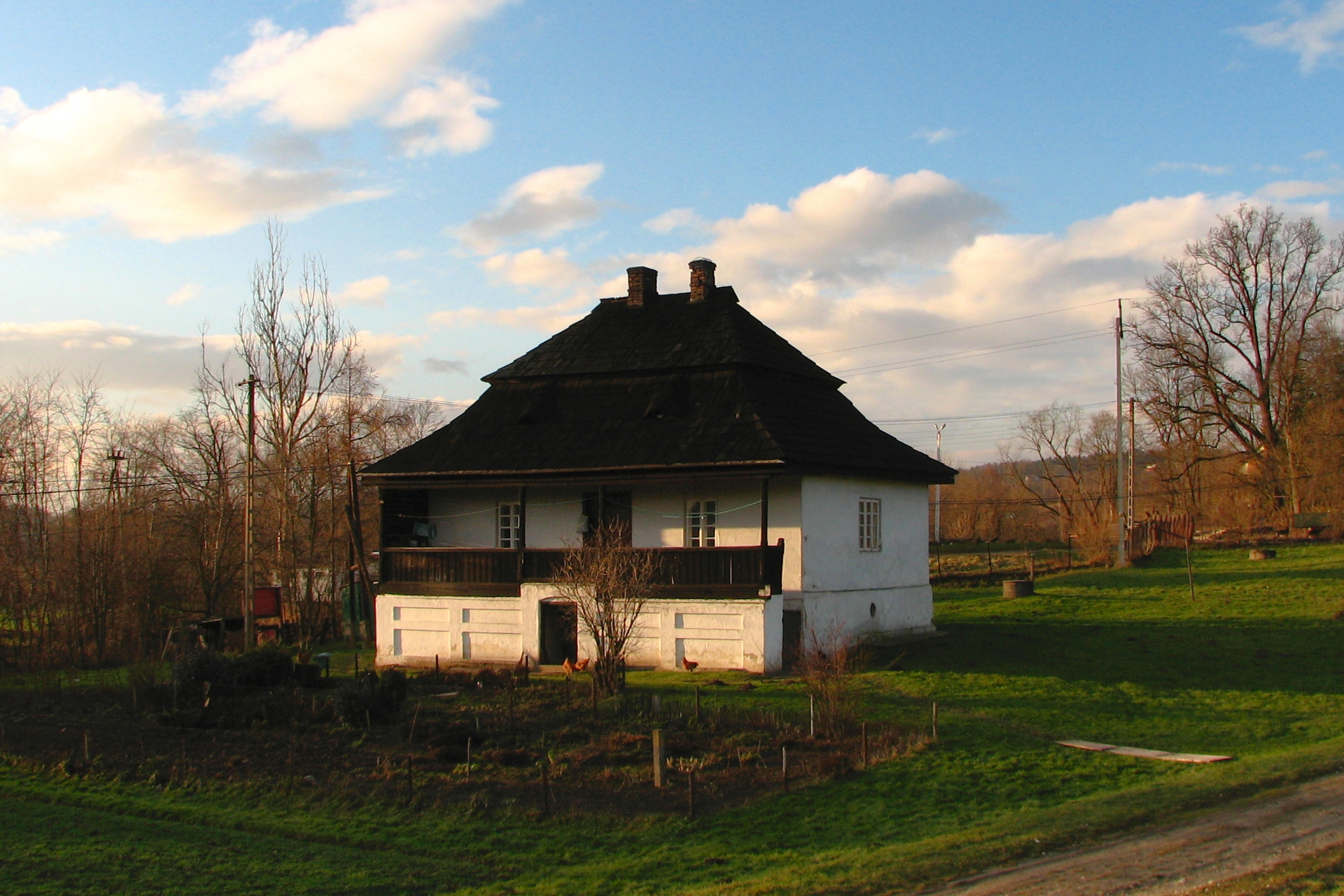
Zabytkowy lamus dworski w Głogoczowie (2007)

Miejscowość została po raz pierwszy wzmiankowana w 1254 roku kiedy to została nadana cystersom ze Szczyrzyca. W 1595 roku wieś położona w powiecie szczyrzyckim województwa krakowskiego była własnością kasztelanowej krakowskiej Anny z Sieniawskich Jordanowej.
W latach 1954–1972 wieś należała i była siedzibą władz gromady Głogoczów. W latach 1975–1998 miejscowość administracyjnie należała do województwa krakowskiego.

## Zabytki
Obiekty wpisane do rejestru zabytków nieruchomych województwa małopolskiego.
- Kościół parafialny pw. św. Marii Magdaleny, otoczenie, drzewostan;
- zespół dworski: dwór, park;
- lamus dworski, otoczenie.

## Infrastruktura
Przez miejscowość przechodzi łącząca Kraków z Zakopanem oraz Chyżnem (droga krajowa nr 7, fragment międzynarodowej trasy E77), stanowiąca na tym odcinku część zakopianki, oraz droga krajowa nr 52 biegnąca przez Wadowice do Bielska-Białej.

## Części wsi
| SIMC    | Nazwa              | Rodzaj    |
| ------- | ------------------ | --------- |
| 0327600 | Czarny Las         | część wsi |
| 0327617 | Jaworzna           | część wsi |
| 0327623 | Kobylica           | część wsi |
| 0327630 | Piesaki            | część wsi |
| 0327646 | Piłogrzbiet        | część wsi |
| 0327652 | Stradom            | część wsi |
| 0327669 | Szwaby             | część wsi |
| 0327675 | Zagorzyniec        | część wsi |
| 0327681 | Zamłynie           | część wsi |
|         | Szwaby Dolne       | część wsi |
|         | Szwaby Górne       | część wsi |
|         | Królikówka         | część wsi |
|         | Domy nad kościołem | część wsi |
|         | Podlesie           |           |

## Urodzeni w Głogoczowie
- Ryszard Konopka (1893–1958), kapitan artylerii Wojska Polskiego, kawaler Orderu Virtuti Militari
- Leonard Pulchny (1930–2020), reżyser i scenarzysta filmów animowanych i dokumentalnych